# Borůvková hora
Die Borůvková hora (polnisch Borówkowa, deutsch Heidelkoppe, auch Heidelberg) ist ein 899 m n.m. hoher Berg im Reichensteiner Gebirge. Über seinen bewaldeten Gipfel verläuft die Staatsgrenze zwischen Polen und Tschechien; auf tschechischem Gebiet befindet sich ein Aussichtsturm mit Schutzhütte. Auf dem Berg trafen sich zwischen 1987 und 1989 mehrmals polnische und tschechoslowakische Dissidenten.

## Geographie
Der Berg liegt sieben Kilometer westlich der Stadt Javorník (Jauernig) über dem Landecker Pass (Landecký průsmyk, Przełęcz Lądecka) auf dem Kamm des Reichensteiner Gebirges. Nordöstlich erhebt sich der Skalní vrch (Kleine Heidelkoppe; 867 m n.m.), im Osten die Liščí skála (742 m n.m.), südöstlich der Ostrý vrch (795 m n.m.), im Süden die Gomółka (Hummelbusch; 773 m n.p.m.), südwestlich die Orłowka (Wagnerstein; 829 m n.p.m.) sowie die Kraví hora (Großer Kuhberg; 806 m n.m.) im Nordosten. Am Osthang des Berges entspringt der Hoštický potok (Gosbach), nördlich die Bílá voda (Weißes Wasser).
Die Borůvková hora ist mit Fichtenwald, dem vereinzelt Buchen, Tannen und Lärchen beigemengt sind, bestanden. Der im oberen Bereich reichhaltige Bewuchs mit Heidelbeersträuchern gab dem Berg seinen Namen. Auf den Gipfel führen Wanderwege aus Polen und Tschechien.
Umliegende Ortschaften sind Travná (Krautenwalde) im Südosten, Wrzosówka (Heidelberg) im Süden, Wójtówka (Voigtsdorf) im Südwesten, Orłowiec (Schönau) im Westen und Růženec (Rosenkranz) im Nordwesten.

## Geschichte

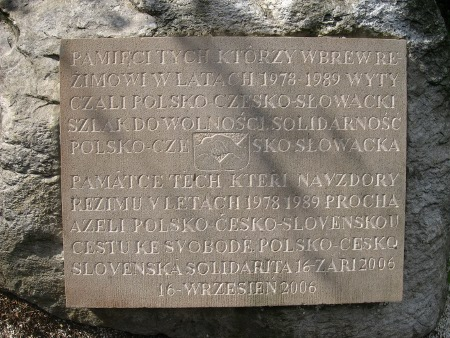
Gedenktafel an die polnisch-tschechoslowakischen Dissidententreffen

Die Heidelkoppe liegt an der historischen Grenze zwischen Schlesien bzw. 1290–1810 dem Fürstentum Neisse und der Grafschaft Glatz. Besitzer der ausgedehnten Wälder auf schlesischer Seite war die Stadt Patschkau; daran änderte sich auch nach dem Übergang Schlesiens an Preußen von 1742 nichts. Die Wälder auf der Glatzer Seite gehörten der Stadt Landeck.
Seit der zweiten Hälfte des 19. Jahrhunderts wurde der Berg zunehmend von Ausflüglern aufgesucht. 1870 ließ die Stadt Landeck auf dem Gipfel einen offenen hölzernen Aussichtsturm errichten, der nach einem Jahrzehnt bereits wieder baufällig geworden war. An seiner Stelle wurde 1890 durch den Glatzer Gebirgs-Verein mit Unterstützung der Stadt Landeck eine neue, 17 m hohe Holzkonstruktion errichtet, die ebenfalls schon nach einem Jahrzehnt verfault war. Der dritte Aussichtsturm wurde 1908 nach einem Entwurf des jungen Herbert Utner errichtet, der nach dem plötzlichen Tod seines Vaters dessen Aufträge interimistisch unter Aufsicht fortführte. Die 21 m hohe Konstruktion bestand wiederum aus Holz und fiel 1922 zusammen.
1929–1930 errichtete der Jauerniger Baumeister Utner für den Mährisch-Schlesischen Sudetengebirgsvereins ein Schutzhaus auf der Heidelkoppe, das am 29. Mai 1930 eröffnet wurde. Auf hohem Natursteinsockel entstand ein eingeschossiger steinerner Bau mit Holzverkleidung und ausgebautem Dachgeschoss. Der Glatzer Gebirgs-Verein hatte sich an den Baukosten beteiligt. Im Heidelkoppen-Schutzhaus wurde eine Paul Keller-Ecke eingerichtet, die Keller bei Kuraufenthalten in Landeck selber gerne besuchte. Nach dem Ende des Zweiten Weltkrieges und der Vertreibung der deutschen Bevölkerung kam der Tourismus an der neuen polnisch-tschechoslowakischen Grenze zum Erliegen. Die Nachkriegsbürgermeister von Horní Hoštice zeigten kein Interesse am Erhalt des im abgeschiedenen Grenzgebiet befindlichen Schutzhauses, das dem Verfall überlassen wurde. Die ehemals Patschkauer Wälder wurden 1948 verstaatlicht.
Nachdem die seit 1978 im Riesengebirge abgehaltenen Treffen tschechoslowakischer und polnischer Regimekritiker vom Jaruzelski-Regime durch das Kriegsrecht in Polen und die Aktion „Sever“ der tschechoslowakischen Geheimpolizei zum Erliegen gekommen waren, wurden die Kontakte Ende der 1980er Jahre wieder aufgenommen. Am 15. August 1987 trafen sich im Schutzhaus auf der Borůvková hora mehrere tschechoslowakische und polnische Regimekritiker. Weitere Treffen erfolgten im Juni 1988 und Mai 1989. Von tschechoslowakischer Seite nahmen daran u. a. Jiří Dienstbier, Ladislav Lis, Jaroslav Šabata, Anna Šabatová, Petr Uhl und Václav Havel sowie von polnischer Seite Adam Michnik und Jacek Kuroń teil.
Seit 1998 plante die Stadt Javorník den Bau eines neuen Aussichtsturmes auf dem Gipfel. Nachdem die erforderlichen Mittel in Höhe von 4 Mio. Kč gesammelt waren, wurde zwischen 2005 und 2006 der vierte Aussichtsturm auf der Borůvková hora errichtet. Das verfallene Schutzhaus wurde abgebrochen; von ihm blieben die Grundmauern und Teile des Kellers erhalten. Zugleich wurde ein Gedenkstein an die Dissidententreffen enthüllt.

## Aussichtsturm

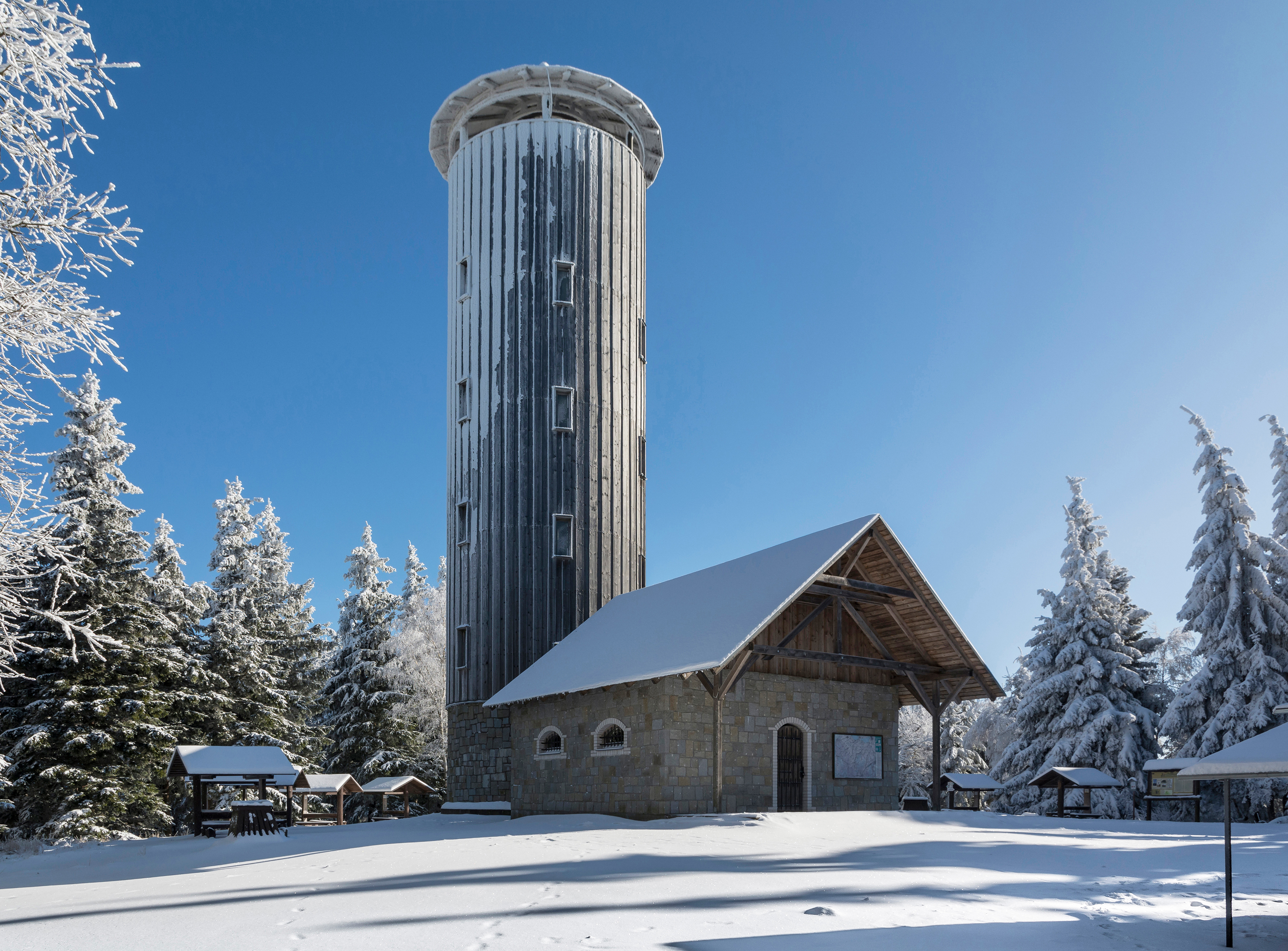
Aussichtsturm (2015)

Der 25,4 m hohe zylindrische Turm wurde von Lubomír Řezníček gestaltet und im September 2006 eröffnet. Es handelt sich um eine Stahlkonstruktion mit Holzfassade. Zur überdachten Aussichtsplattform in 24 m Höhe führen 155 Stufen. Der Turm ist ganzjährig geöffnet.
Der Rundblick reicht von der Schlesischen Niederung mit dem Stausee Otmuchów und dem Neisser Stausee, dem Schloss Johannesberg, dem Kurort Lądek-Zdrój bis zu den Bergen des Altvatergebirges (Praděd, Keprník, Šerák), dem Smrk und dem Glatzer Schneeberg. Bei guter Fernsicht ist auch das Riesengebirge erkennbar.
Am Turm angebaut ist ein steinernes Schutzhäuschen mit Imbiss, der von Mai bis Oktober an den Wochenenden und im Juli / August auch täglich bewirtschaftet wird.